# 李晶恩
李 晶恩（イ・ジョンウン、이정은、Lee Jeong Eun,  1996年5月28日 - ）は、大韓民国の女子プロゴルファー。所属は大方建設。
一般的には登録名の「イ・ジョンウン6」の名で知られている（登録名の由来については後述）。

## 経歴・人物
全羅南道順天市出身。順天奉化小學校、順天蓮香中學校、順天靑巖高等學校と進み、現在は韓国体育大学校体育学科ゴルフ専攻在学中。
8歳の時にゴルフを始め、家庭の事情があり中学校で一度ゴルフを辞めたが、高等学校に入って「ティーチング（レッスン）プロになりたくて」また始めたという。
韓国体育大学校に進学した後、2015年夏季ユニバーシアード（大韓民国・光州広域市）ゴルフ競技で国家代表選手として出場、団体戦で大韓民国女子チームのメンバーとして金メダルを獲得、さらに個人戦でも金メダルを獲得するなどの活躍を見せた。ユニバーシアード終了後にプロ入りを決め、韓国女子プロゴルフ協会（KLPGA）の選抜テストを首席で合格してKLPGA登録競技者となった。プロ入り直後のKLPGAジャンプツアー第10戦で下部ツアーながらプロ初優勝を果たす。
2016年はツアー優勝こそなかったが、比較的安定した成績が評価されてKLPGA新人王を受賞した。
2017年は「ロッテレンタカー女子オープン」でKLPGAツアー初優勝を果たす。この初勝利を機会に実力が開花、この年4勝を挙げてKLPGA賞金女王に輝き、シーズン最多勝など6つのタイトルを獲得した。
2018年5月、プロ入り後初めて日本女子プロゴルフ協会（JLPGA）ツアー出場となる「ワールドレディスチャンピオンシップ・サロンパスカップ」に参戦。3日目に首位に立つなど優勝争いに絡み、最終日に母国の先輩である申ジエ（申智愛）に逆転されたが3位に入り、海外でも自らの力が通用することを見せた。また、この時のインタビューで韓国体育大学校を同時点で卒業できていないことを明らかにした。
同年12月の全米女子プロゴルフ協会（USLPGA）Qシリーズをトップで通過し翌シーズンのツアー出場権を獲得。
2019年6月の「全米女子オープン」で優勝、USLPGAツアー初優勝をメジャータイトルで飾った。この直後の同年6月3日付女子ゴルフ世界ランキング（世界ランク）で自身初のトップ10入りとなる5位にランクされ、その後試合出場のなかった同年9月30日付世界ランクで自身最高位となる3位になった。
同年は最終的に「ルーキーオブザイヤー」を受賞、賞金ランキング3位となった。

## 登録名について
李晶恩の韓国女子プロゴルフ協会（KLPGA）における競技者登録名は『이정은6』（イ・ジョンウン6）である。
これはハングル文字表記で同姓同名の이정은（イ・ジョンウン）の名でKLPGAに競技者登録を行っている選手が6名おり、KLPGAでは6名のイ・ジョンウンを区別するため、入会年度順に選手の氏名の末尾に数字を割り振る措置を執っている。
自らのニックネームは「HOT6」、韓国国内での後援会の名称も「ラッキー6」であるなど、自身も｢6」という数字を大変好んでいるという。
全米女子プロゴルフ協会（USLPGA）での登録名でも『JEONGEUN LEE6』としており、日本での報道の際も『イ・ジョンウン6』と称される。